# Психофизиология
Психофизиоло́гия — наука, изучающая физиологические механизмы субъективных психических явлений, состояний и индивидуальных различий.
Первоначально термин использовался наряду с понятием «физиологическая психология» для обозначения широкого круга исследований психики, опиравшихся на точные объективные физиологические методы.
В значительной степени, познание функций структур головного мозга, нейрохимической и нервной системы в их соотнесении с психикой только разворачивается.

## История
Основателем научной психофизиологии является русский учёный Иван Михайлович Сеченов. Ему принадлежат фундаментальные открытия в области изучения центральной нервной системы, составляющие основу всех форм мозговой деятельности. В 1863 году Сеченов открыл явление центрального торможения  (задерживающее влияние нервных центров головного мозга на двигательную активность организма). Этот феномен был положен в основу учения о взаимоотношении организма и среды, дал физиологическое обоснование психической деятельности как нервного механизма, обусловливающего способность человека противостоять внешним влияниям. Открытие имело решающее значение для формирования психологических и физиологических воззрений Сеченова, первое изложение которых он дал в работе «Рефлексы головного мозга» (1863). Труд Сеченова стал «…одновременно и глубоким научным произведением, и политической проповедью, звавшей к новой материалистической культуре», получил резонанс в широких общественных кругах и вызвал полемику по проблемам, связанным с представлениями Сеченова о сущности психической деятельности. В 1866 году на книгу Сеченова был наложен арест, снятый, однако, через год. В 1873 году Сеченов выдвинул первую в отечественной науке программу построения психологии как самостоятельной науки на основе объективного метода («Кому и как разрабатывать психологию»), в отличие от представлений о психологии как науке о явлениях сознания, данных субъекту в его внутреннем наблюдении (интроспекции). Наиболее адекватным в изучении психической деятельности Сеченов считал генетический подход, т. е. анализ развития психики в процессе жизни человека. В своих исследованиях Сеченов отстаивал положение о том, что принципы научного познания, сложившиеся в естествознании (принцип детерминизма, экспериментальный метод и др.) применимы и к душевным явлениям, но с учётом их специфики по сравнению с нервными процессами.
Основу современной психологии и психофизиологии составили фундаментальные труды И. М. Сеченова: «Рефлексы головного мозга» (1863 г.), «Физиология нервной системы» (1866 г.) и «Элементы мысли» (1879 г.). Основоположниками советской психофизиологии являются Евгений Николаевич Соколов, советский и российский учёный, специалист в области нейронаук (работы в области нейронных механизмов когнитивных процессов);  Петр Кузьмич Анохин и Александров Юрий Иосифович, развившие психофизиологию с точки зрения теории функциональных систем и Русалов, Владимир Михаилович, специалист в области дифференциальной психофизиологии.

## Характеристика, предмет и задачи психофизиологии
Психофизиология представляет собой область междисциплинарных исследований, находящуюся на стыке психологии и нейрофизиологии. Изучает психику в единстве с её нейрофизиологическим субстратом — рассматривает соотношение мозга, эндокринных и нейрохимических систем и психики; роль биологических факторов, в том числе свойств нервной системы, в выполнении психической деятельности.
В некоторой степени психофизиология позволяет преодолеть проблему психофизического дуализма (психофизическая проблема), устанавливая корреляции между определёнными психологическими и физиологическими параметрами, рассматривая психическое как продукт деятельности головного мозга.
Основной задачей психофизиологии является исследование физиологических механизмов психических процессов, осуществляемых на системном, нейронном, синаптическом и молекулярном уровнях, причинное объяснение психических явлений путём раскрытия лежащих в их основе нейрофизиологических механизмов.
Психофизиология изучает также физиологические и биохимические изменения, происходящие в нервной системе. Она пытается установить их связь с различными аспектами активности: функционированием памяти, регуляцией эмоций, сном и сновидениями. Методы исследований весьма разнообразны — от вживления в мозг электродов, нейрохимических экспериментов до использования специальных приборов для регистрации физиологических проявлений.
В этих исследованиях выяснена важнейшая роль «примитивных» мозговых структур и нейрохимических систем, наличных у животных и человека, служащих центрами эмоциональных процессов, проявления инстинктов, сна и пр.
Достижения психофизиологии широко применяются в клинической практике, в построении кибернетических моделей психофизиологических процессов, а также в таких прикладных областях психофизиологии, как психофизиология труда, психофизиология спорта и пр.

## Направления и области
Психофизиология включает в себя: теоретическую психофизиологию и совокупность направлений практической психофизиологии.
К основным направлениям теоретической психофизиологии относятся :
- психофизиологические механизмы кодирования и декодирования информации;
- психофизиология восприятия;
- психофизиология внимания;
- психофизиология памяти и научения;
- психофизиология движений и управления вегетативными реакциями;
- психофизиология воли;
- психофизиология мышления и речи;
- психофизиология эмоций;
- психофизиология функциональных состояний, стресса, сна;
- дифференциальная психофизиология (психофизиология индивидуальных различий, т.е. темперамента в норме и психопатологии при болезнях);
- психофизиология тревожности, агрессивности, депрессии;
- системная психофизиология (раздел психофизиологии, областью  изучения которой является  психическая деятельность целостных функциональных систем организма);
- психофизиология сознания и его изменённых состояний;
- возрастная психофизиология.
- психофизиология музыкального восприятия;
- психофизиология половых различий.

К прикладным областям психофизиологии относятся следующие области. Социальная психофизиология. Клиническая психофизиология. Эргономическая психофизиология (объективные методы диагностики состояния человека-оператора). Спортивная психофизиология (объективная оценка спортивной формы, координации движений). Авиационная психофизиология (объективные телеметрические методы оценки состояния пилота в процессе полёта, предупреждение потери сознания). Космическая психофизиология (объективные телеметрические методы оценки психического состояния и прогнозирования динамики адаптации космонавта). Педагогическая психофизиология. Экологическая психофизиология. Психофизиология алкоголизма и наркомании.

## Методы
Успехи современной психофизиологии связаны с тем, что вместе с традиционными методами — регистрацией сенсорных, моторных, вегетативных реакций, анализом последствий повреждения и стимуляции головного мозга в исследованиях широко применяются электрофизиологические и магнитофизиологические методы, а также математические способы обработки экспериментальных данных.
Основными методами психофизиологических исследовании являются:

### Методы регистрации физиологических функций
- регистрация дыхания;
- плетизмография;
- полиграфия;

### Электро-физиологические методы
- электродермография;
- электроокулография
- электромиография
- электрокардиография
- электроретинография
- электроэнцефалография (ЭЭГ),
- спектральный анализ ЭЭГ, МЭГ;
- вызванные потенциалы;
- потенциалы, связанные событиями;
- расчёт локализации эквивалентного диполя;
- экстраклеточная и внутриклеточная регистрация электрической активности нейронов;

### Методы сканирования мозга и эндокринных желез
- магнитоэнцефалография (МЭГ);
- рентгеновская компьютерная томография (КТ);
- магнитно-резонансная томография (МРТ, структурная МРТ);
- позитронно-эмиссионная томография (ПЭТ);
- функциональная магнитно-резонансная томография (фМРТ);

### Методы нейрохимии и эндокринологии
- Использование животных для исследований локализации рецепторов
- Замер выделения нейромедиаторов и гормонов
- Нейрохимия
- Эндокринология
- Исследования наркотических привязанностей

### Компьютерное моделирование
- построение перцептивных, мнемических и семантических многомерных пространств по субъективным реакциям и физиологическим показателям;
- компьютерное картирование мозга.